# Will J. Brand
Will J Brand, född 1889, död 1977, var en brittisk ingenjör samt assisterande sångledare vid Frälsningsarméns kår i Catford, England. Sångförfattare.

## Sånger
- Vilken härlighet i namnet Jesus